# Карабаа
Петрота (на гръцки: Πετρωτά ) е село в Западна Тракия, Гърция, дем Орестиада.

## География
Селото е разположено в близост до българо-гръцката граница.

## История
При избухването на Балканската война в 1912 година 1 човек от Петрота е доброволец в Македоно-одринското опълчение.

## Личности
Родени в Петрота
- Апостол Костов, македоно-одрински опълченец, 3-та рота на 1-ва сярска дружина, кръст „За храброст“ IV ст.[2]